# Petr Benda
Petr Benda, né le 25 mars 1982, à Jihlava, en Tchécoslovaquie (aujourd’hui ville de République tchèque), est un joueur tchèque de basket-ball. Il joue au poste de pivot.

## Palmarès
- Championnat de Tchéquie:
  - Vainqueur: 2008, 2009, 2010, 2011, 2012, 2013, 2014, 2015, 2016, 2017, 2018, 2019, 2020, 2021, 2022.